# Parallage membranacea
Parallage membranacea är en fjärilsart som beskrevs av W. Warren 1900. Parallage membranacea ingår i släktet Parallage och familjen mätare. Inga underarter finns listade i Catalogue of Life.